# 14024 Procol Harum
14024 Procol Harum (1994 RZ) là một tiểu hành tinh vành đai chính được phát hiện ngày 9 tháng 9 năm 1994 bởi P. Sicoli và P. Ghezzi ở Sormano. Nó được đặt theo tên British rock band Procol Harum. 